# 議會陣線
議會陣線是香港民主派的非政黨性質議員聯盟，在2017年11月16日成立，成員均是民主派立法會議員，除梁耀忠外，成員均為激進民主派成員。
最初以毛孟靜號召其他民主派議員加入，成員有4人。2018年3月香港立法會補選後，范國威及區諾軒加入議會陣線，成為香港立法會民主派的第二大政治派系，僅次於民主黨，及後范區二人被裁定非妥為當選，退居為香港立法會民主派的第四大政治派系，僅次於民主黨、公民黨、專業議政。

## 歷史

### 「一人黨」時期
1990年代香港政黨如雨後春筍般出現，當中各政黨意識形態分散。有關政治人物進入立法局或立法會後，香港政界便出現了不少只有一個議席的政黨，被稱為「一人黨」；亦有不少原有泛民主派政黨分裂成規模更小的新政黨，各自漸行漸遠，合作減少。這些現象不但使市民無所適從，也削弱了政團的影響力。雖然民主派的「一人黨」在香港回歸前後已出現，但總體上仍能保持整體合作。而這些議席的議員則被稱為「單丁議員」、「單頭議員」或「一人黨議員」，不時勢孤力弱。

### 2016年後
第六屆香港立法會內，民主派包括民主黨、公民黨、專業議政，以及數名「單丁議員」（獨立或只有一位代表的政黨議員），其中4名單頭民主派為整合力量，加強議政聲音，組成聯盟成為民主派第四板塊，取名「議會陣線」，成員包括毛孟靜、陳志全、朱凱廸及梁耀忠。
2018年3月香港立法會補選，獲議會陣線支持的范國威及區諾軒成功當選立法會議員，兩人其後加入議會陣線。議會陣線成為民主派第二大版塊。

## 議員

### 立法會議員
| 界別     | 選區           | 姓名     | 2016-2020         | 備註 |
| -------- | -------------- | -------- | ----------------- | --- |
| 地方選區 | 香港島         | 區諾軒   | →                 | 前民主黨成員，於2018年3月11日經補選而當選，但2019年12月17日因補選程序問題而被法庭裁定當選無效。                                                 |
| 地方選區 | 九龍西         | 毛孟靜   | →                 | 以公民黨名義出選，後退黨，於2020年11月11日宣布辭職及11月12日生效。                                                                              |
| 地方選區 | 新界西         | 朱凱廸   | →                 | 同為朱凱廸新西團隊成員。2020年9月28日，表明傾向不接受延任一年議員安排，向立法會秘書及立法會同仁去信，宣布9月30日後不再續任第六屆立法會議員。    |
| 地方選區 | 新界東         | 陳志全   | →                 | 同為人民力量主席，2020年9月28日，表明傾向不接受延任一年議員安排，向立法會秘書及立法會同仁去信，宣布9月30日後不再續任第六屆立法會議員。          |
| 地方選區 | 新界東         | 范國威   | →                 | 前民主黨成員，2012－2016年出任立法會議員，於2018年3月11日經補選而當選、同為新民主同盟成員，但2019年12月17日因補選程序問題而被法庭裁定當選無效。 |
| 功能界別 | 區議會（第二） | 梁耀忠   | →                 | 同為街坊工友服務處副主席，於2020年11月11日宣布辭職及12月1日生效。                                                                               |
| 所得議席 | 所得議席       | 所得議席 | 4 → 6 → 4 → 2 → 0 | |

### 區議員
| 區議會 | 代號 | 選區 | 姓名 | 備註 |
| ------ | ---- | ---- | ---- | ---- |